# ヘルマンケーキ
ヘルマンケーキ (ドイツ語:Hermann，英語:Herman cake。略称:ヘルマン)は、アーミッシュフレンドシップケーキに似た、材料を人から人へとチェーンメールのように経由し、材料の中に含まれる酵母及び乳酸菌を育成し続けて作る「友情のケーキ」である。理論的には、ある発酵種の缶は無制限に増殖する。その他の材料は、牛乳, 砂糖, 穀粉それにぬるま湯を混ぜた物である。ヘルマンケーキは1970年代になって有名になった。
ヘルマン生地（Hermann-Teig）は調理台に常温で10日程置かれ、決して冷蔵しない。ヘルマンに含まれる多量の酵母のおかげで、はっきりとビールの香りがする。ヘルマンケーキは布巾で薄く覆われて、調理台に置かれ、時々かき混ぜられると、呼吸(表面から泡が出る)ができる。この呼吸はヘルマンケーキの酵母が原因であり、ケーキのミックスは頻繁に泡を吹くのである。

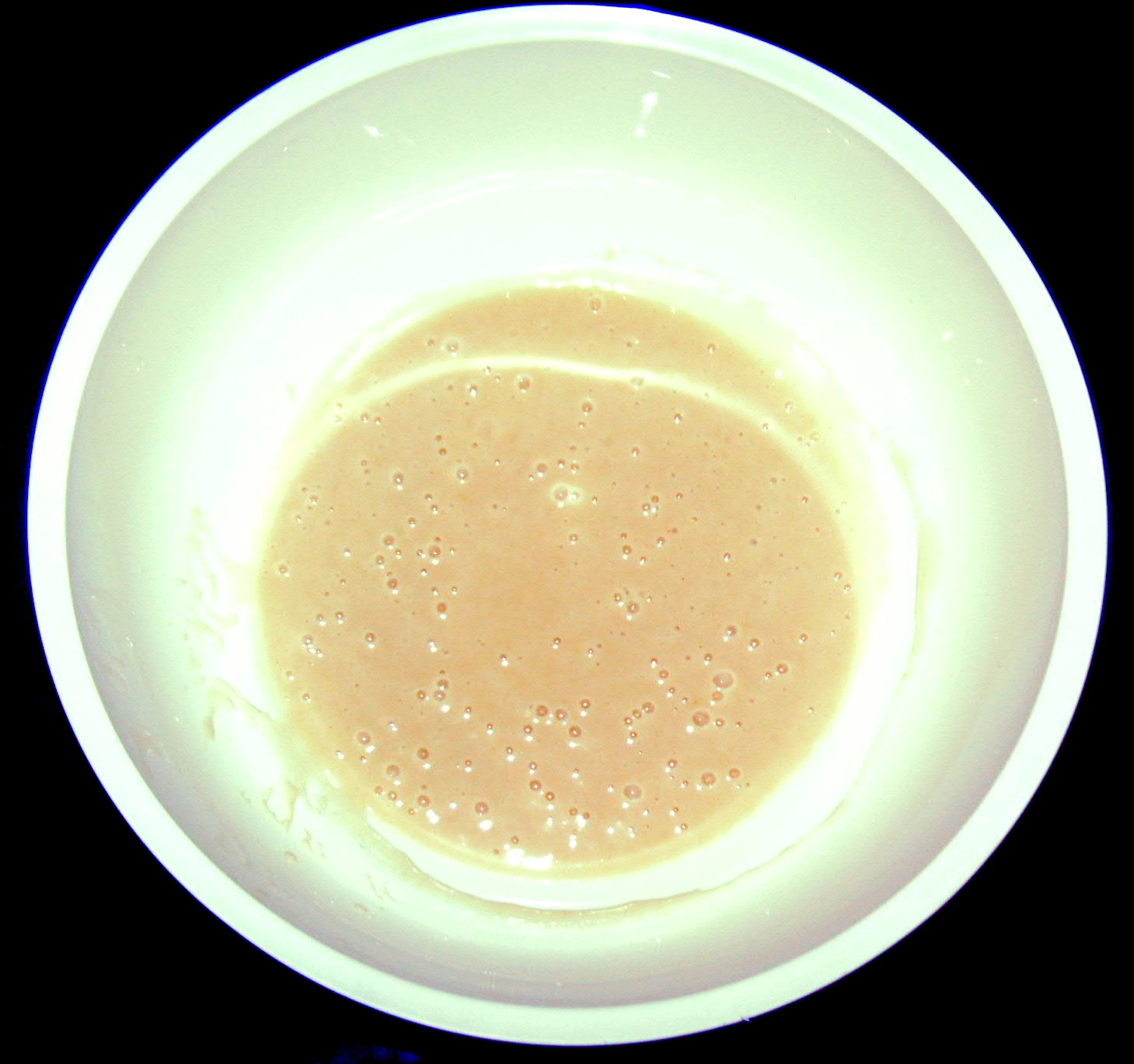
発酵による気泡が浮いたヘルマン生地

友達からヘルマンを受け取った人は、小さな瓶かプラスチック製のボウルを、次の10日間ヘルマンケーキミックスを作るためのレシピのセットと共にプレゼントされる。4日経つと、別の材料が加えられてかき混ぜられ、また4日後（8日目）に同じ事を繰り返す。9日目になると、ヘルマンは4つか5つに均等に分けられ、そのうちの1つの切れ端を友人たちに提供するのである。最後の部分は保管しておき、10日目に料理する。ヘルマンケーキの料理の完成まで、ヘルマンには多くの材料が加えられる。これらの材料として、甘味を出すために卵, シナモン, リンゴ, チョコレート, サクランボを加えたり、うま味を出すためにオリーブやドライトマトを加えたりする。
ドイツの雑誌『Stern』では、ヘルマンケーキの人気が2000年代初頭に、Dr. Oetkerによって、『Backen mit Hermann und Siegfried』という本が出版された事により復活し、発酵した茶である紅茶キノコのブームと非常に似ているとコメントされた記事が掲載された.。